# بطولة آسيا للأندية للكرة الطائرة للسيدات 2024
بطولة آسيا للأندية للكرة الطائرة للسيدات 2024 هي النسخة الرابعة والعشرون من دوري أبطال آسيا لكرة الطائرة للسيدات، وهي بطولة دولية سنوية للأندية للسيدات تُنظَّم من قبل الاتحاد الآسيوي لكرة الطائرة (AVC) بالتعاون مع الاتحاد التايلاندي للكرة الطائرة [الإنجليزية] (TVA).
أُقيمت البطولة في ناخون راتشاسيما، تايلاند في الفترة من 22 إلى 29 سبتمبر 2024. تأهل الفريقان الأول والثاني إلى بطولة العالم للأندية للكرة الطائرة للسيدات 2024 [الإنجليزية].

## التصفيات
وفقًا للوائح الاتحاد الآسيوي للكرة الطائرة، يُختار ما يصل إلى 12 فريقًا للمشاركة في جميع بطولات AVC وفقًا لما يلي:
- يُخصَّص مقعد واحد للدولة المستضيفة.
- تُخصَّص 3 مقاعد بناءً على الترتيب النهائي للبطولة السابقة.
- تُمنَح 5 مقاعد لأفضل المنتخبات ترتيبًا من كل منطقة، استنادًا إلى البطولة الآسيوية للأندية السابقة. إذا لم يشارك أي فريق من منطقة معينة، يُعتمد على التصنيف العالمي.
- يُمنَح مقعدان بناءً على تصنيف الاتحاد الدولي للكرة الطائرة (باستثناء الدولة المستضيفة).
- تُخصَّص بطاقة دعوة واحدة مقدمة من الاتحاد الوطني المستضيف.

### الاتحادات المتأهلة
| الحدث                                         | الحدث                                         | التواريخ               | الموقع   | المقاعد | المتأهلون |
| --------------------------------------------- | --------------------------------------------- | ---------------------- | -------- | ------- | --- |
| الدولة المستضيفة                              | الدولة المستضيفة                              | —                      | —        | 1       | تايلاند [الإنجليزية] |
| بطولة آسيا للأندية للكرة الطائرة للسيدات 2023 | بطولة آسيا للأندية للكرة الطائرة للسيدات 2023 | 25 أبريل – 2 مايو 2023 | فينه ين ‏ | 3       | - فيتنام [الإنجليزية] - تايلاند [الإنجليزية] - الصين [الإنجليزية] - تايبيه الصينية [الإنجليزية] - اليابان [الإنجليزية] - كازاخستان [الإنجليزية] |
| البطاقات المباشرة لكل منطقة                   | شرق آسيا [الإنجليزية]                         | 11 سبتمبر 2024         | بانكوك   | 1       | هونغ كونغ [الإنجليزية] |
| البطاقات المباشرة لكل منطقة                   | آسيا الوسطى [الإنجليزية]                      | 11 سبتمبر 2024         | بانكوك   | 1       | إيران [الإنجليزية] |
| البطاقات المباشرة لكل منطقة                   | جنوب شرق آسيا [الإنجليزية]                    | 11 سبتمبر 2024         | بانكوك   | 1       | الفلبين [الإنجليزية] |

## التشكيلات

### المنتخبات المشاركة
شاركت الفرق التالية في البطولة.
| الاتحاد                                          | الفريق                                                          | ترتيب الدوري المحلي                                              |
| ------------------------------------------------ | --------------------------------------------------------------- | ---------------------------------------------------------------- |
| اتحاد هونغ كونغ للكرة الطائرة [الإنجليزية]       | فريق كواي تسينغ للكرة الطائرة للسيدات [الإنجليزية]              |                                                                  |
| الاتحاد الإيراني للكرة الطائرة [الإنجليزية]      | سايبا طهران [الإنجليزية]                                        | أُحرز لقب الدوري الإيراني للكرة الطائرة للسيدات 2023–24           |
| الاتحاد الياباني للكرة الطائرة [الإنجليزية]      | نادي NEC ريد روكتس [الإنجليزية]                                 | أُحرز لقب دوري V.League للسيدات 2023–24                           |
| اتحاد كازاخستان للكرة الطائرة [الإنجليزية]       | نادي كوانيش للكرة الطائرة [الإنجليزية]                          | أُحرز المركز الثالث في الدوري الوطني الكازاخستاني للسيدات 2022–23 |
| اتحاد الكرة الطائرة الوطني الفلبيني [الإنجليزية] | مونوليث سكاي رايزرز [الإنجليزية]                                | أُحرز لقب بطولة UAAP للسيدات 2024                                 |
| اتحاد الكرة الطائرة التايلاندي [الإنجليزية]      | نادي ناخون راتشاسيما كوين سي للكرة الطائرة للسيدات [الإنجليزية] | أُحرز لقب دوري الكرة الطائرة التايلاندي للسيدات 2023–24           |
| اتحاد الكرة الطائرة الفيتنامي [الإنجليزية]       | نادي إل بي بنك نينه بينه للكرة الطائرة للسيدات [الإنجليزية]     | أُحرز لقب دوري الكرة الطائرة الفيتنامي للسيدات 2023               |
| اتحاد الكرة الطائرة الفيتنامي [الإنجليزية]       | نادي دوك جيانغ كيميكال [الإنجليزية]                             | أُحرز المركز الثاني في دوري الكرة الطائرة الفيتنامي للسيدات 2023  |

ملاحظات:
1. ↑  فريق جامعي من جامعة الفلبين الوطنية يشارك كفريق أندية.[4]

## المكان
| جميع المباريات                  |
| ------------------------------- |
| ناخون راتشاسيما, تايلاند        |
| قاعة كورات تشاتشاي [الإنجليزية] |
| السعة: 5,000                    |
|                                 |

## إجراءات ترتيب المجموعات
1. يُعتمد إجمالي عدد الانتصارات (المباريات الفائزة، المباريات الخاسرة).
2. في حالة التعادل، تُطبق قاعدة كسر التعادل الأولى التالية: تُرتب الفرق حسب أكبر عدد من النقاط المكتسبة لكل مباراة كما يلي:
  - الفوز بالمباراة 3–0 أو 3–1: تُمنح 3 نقاط للفائز، ولا تُمنح أي نقطة للخاسر.
  - الفوز بالمباراة 3–2: تُمنح نقطتان للفائز، ونقطة واحدة للخاسر.
  - خسارة المباراة بالانسحاب: تُمنح 3 نقاط للفائز، ولا تُمنح أي نقطة للخاسر (0–25، 0–25، 0–25).
3. إذا استمر التعادل بعد فحص عدد الانتصارات والنقاط المكتسبة، تُفحص النتائج وفقًا للترتيب التالي لكسر التعادل:
  - نسبة المجموعات: إذا وُجد تعادل بين فريقين أو أكثر في عدد النقاط، يُرتبون بناءً على النسبة الناتجة عن قسمة عدد المجموعات التي فاز بها الفريق على عدد المجموعات التي خسرها.
  - نسبة النقاط: إذا استمر التعادل بناءً على نسبة المجموعات، تُرتب الفرق بناءً على النسبة الناتجة عن قسمة جميع النقاط المسجلة على إجمالي النقاط التي استقبلها الفريق خلال جميع المجموعات.
  - إذا استمر التعادل بناءً على نسبة النقاط، يُكسر التعادل بناءً على الفريق الذي فاز بالمباراة في مرحلة المجموعات بين الفرق المتعادلة. في حالة التعادل بين ثلاثة فرق أو أكثر في نسبة النقاط، تُصنف هذه الفرق بناءً على المباريات التي جرت بينها فقط.

## المكان
| جميع المباريات                  |
| ------------------------------- |
| ناخون راتشاسيما, تايلاند        |
| قاعة كورات تشاتشاي [الإنجليزية] |
| السعة: 5,000                    |
|                                 |

## إجراءات ترتيب المجموعات
1. يُعتمد إجمالي عدد الانتصارات (المباريات الفائزة، المباريات الخاسرة).
2. في حالة التعادل، تُطبق قاعدة كسر التعادل الأولى التالية: تُرتب الفرق حسب أكبر عدد من النقاط المكتسبة لكل مباراة كما يلي:
  - الفوز بالمباراة 3–0 أو 3–1: تُمنح 3 نقاط للفائز، ولا تُمنح أي نقطة للخاسر.
  - الفوز بالمباراة 3–2: تُمنح نقطتان للفائز، ونقطة واحدة للخاسر.
  - خسارة المباراة بالانسحاب: تُمنح 3 نقاط للفائز، ولا تُمنح أي نقطة للخاسر (0–25، 0–25، 0–25).
3. إذا استمر التعادل بعد فحص عدد الانتصارات والنقاط المكتسبة، تُفحص النتائج وفقًا للترتيب التالي لكسر التعادل:
  - نسبة المجموعات: إذا وُجد تعادل بين فريقين أو أكثر في عدد النقاط، يُرتبون بناءً على النسبة الناتجة عن قسمة عدد المجموعات التي فاز بها الفريق على عدد المجموعات التي خسرها.
  - نسبة النقاط: إذا استمر التعادل بناءً على نسبة المجموعات، تُرتب الفرق بناءً على النسبة الناتجة عن قسمة جميع النقاط المسجلة على إجمالي النقاط التي استقبلها الفريق خلال جميع المجموعات.
  - إذا استمر التعادل بناءً على نسبة النقاط، يُكسر التعادل بناءً على الفريق الذي فاز بالمباراة في مرحلة المجموعات بين الفرق المتعادلة. في حالة التعادل بين ثلاثة فرق أو أكثر في نسبة النقاط، تُصنف هذه الفرق بناءً على المباريات التي جرت بينها فقط.

## الدور التمهيدي
- جميع الأوقات وفقًا لـتوقيت تايلاند (ت ع م+07:00).

### المجموعة أ
| م | Team                                                            | Pld | W | L | Pts | SW | SL | SR    | SPW | SPL | SPR   | تأهل        |
| - | --------------------------------------------------------------- | --- | - | - | --- | -- | -- | ----- | --- | --- | ----- | ----------- |
| 1 | نادي كوانيش للكرة الطائرة [الإنجليزية]                          | 3   | 3 | 0 | 8   | 9  | 2  | 4٫500 | 250 | 214 | 1٫168 | ربع النهائي |
| 2 | نادي ناخون راتشاسيما كوين سي للكرة الطائرة للسيدات [الإنجليزية] | 3   | 2 | 1 | 7   | 8  | 4  | 2٫000 | 264 | 226 | 1٫168 | ربع النهائي |
| 3 | نادي دوك جيانغ كيميكال [الإنجليزية]                             | 3   | 1 | 2 | 3   | 4  | 6  | 0٫667 | 214 | 217 | 0٫986 | ربع النهائي |
| 4 | فريق كواي تسينغ للكرة الطائرة للسيدات [الإنجليزية]              | 3   | 0 | 3 | 0   | 0  | 9  | 0٫000 | 154 | 225 | 0٫684 | ربع النهائي |

| التاريخ   | التوقيت |                                                                 | النتيجة |                                                                 | الشوط 1 | الشوط 2 | الشوط 3 | الشوط 4 | الشوط 5 | المجموع | التقرير |
| --------- | ------- | --------------------------------------------------------------- | ------- | --------------------------------------------------------------- | ------- | ------- | ------- | ------- | ------- | ------- | ------- |
| 22 سبتمبر | 10:00   | نادي كوانيش للكرة الطائرة [الإنجليزية]                          | 3–0     | نادي دوك جيانغ كيميكال [الإنجليزية]                             | 25–17   | 25–22   | 25–20   |         |         | 75–59   | تقرير   |
| 22 سبتمبر | 19:00   | نادي ناخون راتشاسيما كوين سي للكرة الطائرة للسيدات [الإنجليزية] | 3–0     | فريق كواي تسينغ للكرة الطائرة للسيدات [الإنجليزية]              | 25–16   | 25–18   | 25–12   |         |         | 75–46   | تقرير   |
| 23 سبتمبر | 16:00   | نادي ناخون راتشاسيما كوين سي للكرة الطائرة للسيدات [الإنجليزية] | 2–3     | نادي كوانيش للكرة الطائرة [الإنجليزية]                          | 8–25    | 24–26   | 25–12   | 25–22   | 13–15   | 95–100  | تقرير   |
| 23 سبتمبر | 19:00   | فريق كواي تسينغ للكرة الطائرة للسيدات [الإنجليزية]              | 0–3     | نادي دوك جيانغ كيميكال [الإنجليزية]                             | 17–25   | 15–25   | 16–25   |         |         | 48–75   | تقرير   |
| 24 سبتمبر | 16:00   | نادي دوك جيانغ كيميكال [الإنجليزية]                             | 1–3     | نادي ناخون راتشاسيما كوين سي للكرة الطائرة للسيدات [الإنجليزية] | 23–25   | 25–19   | 16–25   | 16–25   |         | 80–94   | تقرير   |
| 24 سبتمبر | 19:00   | نادي كوانيش للكرة الطائرة [الإنجليزية]                          | 3–0     | فريق كواي تسينغ للكرة الطائرة للسيدات [الإنجليزية]              | 25–21   | 25–21   | 25–18   |         |         | 75–60   | تقرير   |

### المجموعة ب
| م | Team                                                         | Pld | W | L | Pts | SW | SL | SR    | SPW | SPL | SPR   | تأهل        |
| - | ------------------------------------------------------------ | --- | - | - | --- | -- | -- | ----- | --- | --- | ----- | ----------- |
| 1 | نادي إن إي سي ريد روكتس [الإنجليزية]                         | 3   | 3 | 0 | 9   | 9  | 1  | 9٫000 | 251 | 180 | 1٫394 | ربع النهائي |
| 2 | نادي إل بي بانك نينه بينه للكرة الطائرة للسيدات [الإنجليزية] | 3   | 2 | 1 | 6   | 6  | 4  | 1٫500 | 221 | 208 | 1٫063 | ربع النهائي |
| 3 | نادي مونوليث سكاي رايزرز [الإنجليزية]                        | 3   | 1 | 2 | 3   | 3  | 7  | 0٫429 | 206 | 231 | 0٫892 | ربع النهائي |
| 4 | نادي سايبا طهران للكرة الطائرة للسيدات [الإنجليزية]          | 3   | 0 | 3 | 0   | 3  | 9  | 0٫333 | 227 | 288 | 0٫788 | ربع النهائي |

| التاريخ   | التوقيت |                                                              | النتيجة |                                                              | الشوط 1 | الشوط 2 | الشوط 3 | الشوط 4 | الشوط 5 | المجموع | التقرير |
| --------- | ------- | ------------------------------------------------------------ | ------- | ------------------------------------------------------------ | ------- | ------- | ------- | ------- | ------- | ------- | ------- |
| 22 سبتمبر | 13:00   | نادي سايبا طهران للكرة الطائرة للسيدات [الإنجليزية]          | 1–3     | نادي مونوليث سكاي رايزرز [الإنجليزية]                        | 19–25   | 18–25   | 25–19   | 18–25   |         | 80–94   | تقرير   |
| 22 سبتمبر | 16:00   | نادي إن إي سي ريد روكتس [الإنجليزية]                         | 3–0     | نادي إل بي بانك نينه بينه للكرة الطائرة للسيدات [الإنجليزية] | 25–15   | 25–21   | 25–18   |         |         | 75–54   | تقرير   |
| 23 سبتمبر | 10:00   | نادي إن إي سي ريد روكتس [الإنجليزية]                         | 3–1     | نادي سايبا طهران للكرة الطائرة للسيدات [الإنجليزية]          | 25–27   | 25–12   | 25–18   | 25–14   |         | 100–71  | تقرير   |
| 23 سبتمبر | 13:00   | نادي إل بي بانك نينه بينه للكرة الطائرة للسيدات [الإنجليزية] | 3–0     | نادي مونوليث سكاي رايزرز [الإنجليزية]                        | 25–15   | 25–20   | 25–22   |         |         | 75–57   | تقرير   |
| 24 سبتمبر | 10:00   | نادي سايبا طهران للكرة الطائرة للسيدات [الإنجليزية]          | 1–3     | نادي إل بي بانك نينه بينه للكرة الطائرة للسيدات [الإنجليزية] | 16–25   | 16–25   | 25–17   | 19–25   |         | 76–92   | تقرير   |
| 24 سبتمبر | 13:00   | نادي مونوليث سكاي رايزرز [الإنجليزية]                        | 0–3     | نادي إن إي سي ريد روكتس [الإنجليزية]                         | 24–26   | 13–25   | 18–25   |         |         | 55–76   | تقرير   |

## المرحلة النهائية
- جميع الأوقات بتوقيت توقيت تايلاند (ت ع م+07:00).

|  | ربع النهائي                                                        | ربع النهائي                 |                       |   | نصف النهائي                | نصف النهائي                |  |  | النهائي | النهائي |
|  |                                                                    |                             |                       |   |                            |                            |  |  |         |         |
|  | 26 سبتمبر                                                          |                             |                       |   |                            |                            |  |  |         |         |
|  |                                                                    |                             |                       |   |                            |                            |  |  |         |         |
|  | Kuanysh                                                            | 3                           |                       |   |                            |                            |  |  |         |         |
|  | Kuanysh                                                            | 3                           | 27 سبتمبر             |   |                            |                            |  |  |         |         |
|  | سايبا طهران ‏                                                       | 1                           |                       |   |                            |                            |  |  |         |         |
|  | سايبا طهران ‏                                                       | 1                           | Kuanysh               | 1 |                            |                            |  |  |         |         |
|  | 26 سبتمبر                                                          |                             | Kuanysh               | 1 |                            |                            |  |  |         |         |
|  |                                                                    | إل بي بانك نينه بينه ‏       | 3                     |   |                            |                            |  |  |         |         |
|  | إل بي بانك نينه بينه ‏                                              | إل بي بانك نينه بينه ‏       | 3                     | 3 |                            |                            |  |  |         |         |
|  | إل بي بانك نينه بينه ‏                                              |                             | 29 سبتمبر             | 3 |                            |                            |  |  |         |         |
|  | نادي دوك جيانغ كيميكال [câu lạc bộ bóng chuyền hóa chất Đức giang] | 0                           |                       |   |                            |                            |  |  |         |         |
|  | نادي دوك جيانغ كيميكال [câu lạc bộ bóng chuyền hóa chất Đức giang] | 0                           | إل بي بانك نينه بينه ‏ | 0 |                            |                            |  |  |         |         |
|  | 26 سبتمبر                                                          |                             | إل بي بانك نينه بينه ‏ | 0 |                            |                            |  |  |         |         |
|  |                                                                    | أن إي سي ريد روكتس ‏         | 3                     |   |                            |                            |  |  |         |         |
|  | أن إي سي ريد روكتس ‏                                                | أن إي سي ريد روكتس ‏         | 3                     | 3 |                            |                            |  |  |         |         |
|  | أن إي سي ريد روكتس ‏                                                | 27 سبتمبر                   |                       | 3 |                            |                            |  |  |         |         |
|  | كواي تسينغ ‏                                                        | 0                           |                       |   |                            |                            |  |  |         |         |
|  | كواي تسينغ ‏                                                        | 0                           | أن إي سي ريد روكتس ‏   | 3 |                            |                            |  |  |         |         |
|  | 26 سبتمبر                                                          |                             | أن إي سي ريد روكتس ‏   | 3 |                            |                            |  |  |         |         |
|  |                                                                    | ناخون راتشاسيما كيو مين سي ‏ | 2                     |   | مباراة تحديد المركز الثالث | مباراة تحديد المركز الثالث |  |  |         |         |
|  | ناخون راتشاسيما كيو مين سي ‏                                        | ناخون راتشاسيما كيو مين سي ‏ | 2                     | 3 | مباراة تحديد المركز الثالث | مباراة تحديد المركز الثالث |  |  |         |         |
|  | ناخون راتشاسيما كيو مين سي ‏                                        |                             | 29 سبتمبر             | 3 |                            |                            |  |  |         |         |
|  | Monolith Sky Risers                                                | 2                           |                       |   |                            |                            |  |  |         |         |
|  | Monolith Sky Risers                                                | 2                           | Kuanysh               | 0 |                            |                            |  |  |         |         |
|  |                                                                    |                             |                       |   |                            |                            |  |  |         |         |
|  | ناخون راتشاسيما كيو مين سي ‏                                        | 3                           |                       |   |                            |                            |  |  |         |         |
|  | ناخون راتشاسيما كيو مين سي ‏                                        | 3                           |                       |   |                            |                            |  |  |         |         |

|  | نصف نهائي المراكز 5-8                                              | نصف نهائي المراكز 5-8 |                                                                    |   | مباراة تحديد المركز الخامس | مباراة تحديد المركز الخامس |
|  |                                                                    |                       |                                                                    |   |                            |                            |
|  | 27 سبتمبر                                                          |                       |                                                                    |   |                            |                            |
|  |                                                                    |                       |                                                                    |   |                            |                            |
|  | سايبا طهران ‏                                                       | 0                     |                                                                    |   |                            |                            |
|  | سايبا طهران ‏                                                       | 0                     | 28 سبتمبر                                                          |   |                            |                            |
|  | نادي دوك جيانغ كيميكال [câu lạc bộ bóng chuyền hóa chất Đức giang] | 3                     |                                                                    |   |                            |                            |
|  | نادي دوك جيانغ كيميكال [câu lạc bộ bóng chuyền hóa chất Đức giang] | 3                     | نادي دوك جيانغ كيميكال [câu lạc bộ bóng chuyền hóa chất Đức giang] | 3 |                            |                            |
|  | 27 سبتمبر                                                          |                       | نادي دوك جيانغ كيميكال [câu lạc bộ bóng chuyền hóa chất Đức giang] | 3 |                            |                            |
|  |                                                                    | Monolith Sky Risers   | 0                                                                  |   |                            |                            |
|  | كواي تسينغ ‏                                                        | Monolith Sky Risers   | 0                                                                  | 0 |                            |                            |
|  | كواي تسينغ ‏                                                        |                       |                                                                    | 0 |                            |                            |
|  | Monolith Sky Risers                                                | 3                     |                                                                    |   |                            |                            |
|  | Monolith Sky Risers                                                | 3                     | مباراة تحديد المركز السابع                                         |   |                            |                            |
|  |                                                                    |                       |                                                                    |   |                            |                            |
|  | 28 سبتمبر                                                          |                       |                                                                    |   |                            |                            |
|  |                                                                    |                       |                                                                    |   |                            |                            |
|  | سايبا طهران ‏                                                       | 3                     |                                                                    |   |                            |                            |
|  | سايبا طهران ‏                                                       | 3                     |                                                                    |   |                            |                            |
|  | كواي تسينغ ‏                                                        | 0                     |                                                                    |   |                            |                            |

### ربع النهائي
| التاريخ   | التوقيت |                             | النتيجة |                                                                    | الشوط 1 | الشوط 2 | الشوط 3 | الشوط 4 | الشوط 5 | المجموع | التقرير |
| --------- | ------- | --------------------------- | ------- | ------------------------------------------------------------------ | ------- | ------- | ------- | ------- | ------- | ------- | ------- |
| 26 سبتمبر | 10:00   | Kuanysh                     | 3–1     | سايبا طهران ‏                                                       | 24–26   | 25–15   | 25–18   | 25–12   |         | 99–71   | تقرير   |
| 26 سبتمبر | 13:00   | إل بي بانك نينه بينه ‏       | 3–0     | نادي دوك جيانغ كيميكال [câu lạc bộ bóng chuyền hóa chất Đức giang] | 25–17   | 25–16   | 25–18   |         |         | 75–51   | تقرير   |
| 26 سبتمبر | 16:00   | ناخون راتشاسيما كيو مين سي ‏ | 3–2     | Monolith Sky Risers                                                | 25–13   | 25–21   | 20–25   | 22–25   | 15–5    | 107–89  | تقرير   |
| 26 سبتمبر | 19:00   | أن إي سي ريد روكتس ‏         | 3–0     | كواي تسينغ ‏                                                        | 25–9    | 25–10   | 25–11   |         |         | 75–30   | تقرير   |

### نصف نهائي المراكز 5-8
| التاريخ   | التوقيت |              | النتيجة |                                                                    | الشوط 1 | الشوط 2 | الشوط 3 | الشوط 4 | الشوط 5 | المجموع | التقرير |
| --------- | ------- | ------------ | ------- | ------------------------------------------------------------------ | ------- | ------- | ------- | ------- | ------- | ------- | ------- |
| 27 سبتمبر | 10:00   | سايبا طهران ‏ | 0–3     | نادي دوك جيانغ كيميكال [câu lạc bộ bóng chuyền hóa chất Đức giang] | 16–25   | 11–25   | 25–27   |         |         | 52–77   | تقرير   |
| 27 سبتمبر | 13:00   | كواي تسينغ ‏  | 0–3     | Monolith Sky Risers                                                | 16–25   | 21–25   | 22–25   |         |         | 59–75   | تقرير   |

### نصف النهائي
| التاريخ   | التوقيت |                              | النتيجة |                                        | الشوط 1 | الشوط 2 | الشوط 3 | الشوط 4 | الشوط 5 | المجموع | التقرير |
| --------- | ------- | ---------------------------- | ------- | -------------------------------------- | ------- | ------- | ------- | ------- | ------- | ------- | ------- |
| 27 سبتمبر | 16:00   | NEC Red Rockets [الإنجليزية] | 3–2     | نخون راتشاسيما كيو مين سي [الإنجليزية] | 23–25   | 22–25   | 25–17   | 25–19   | 15–10   | 110–96  | تقرير   |
| 27 سبتمبر | 19:00   | كوينيش [الإنجليزية]          | 1–3     | إل بي بانك نينه بينه [الإنجليزية]      | 23–25   | 25–27   | 25–18   | 22–25   |         | 95–95   | تقرير   |

### مباراة تحديد المركز السابع
| التاريخ   | التوقيت |                          | النتيجة |                                                    | الشوط 1 | الشوط 2 | الشوط 3 | الشوط 4 | الشوط 5 | المجموع | التقرير |
| --------- | ------- | ------------------------ | ------- | -------------------------------------------------- | ------- | ------- | ------- | ------- | ------- | ------- | ------- |
| 28 سبتمبر | 14:00   | سايبا طهران [الإنجليزية] | 3–0     | كواي تسينغ فريق الكرة الطائرة النسائي [الإنجليزية] | 25–20   | 25–20   | 25–17   |         |         | 75–57   | تقرير   |

### مباراة تحديد المركز الخامس
| التاريخ   | التوقيت |                                                            | النتيجة |                                  | الشوط 1 | الشوط 2 | الشوط 3 | الشوط 4 | الشوط 5 | المجموع | التقرير |
| --------- | ------- | ---------------------------------------------------------- | ------- | -------------------------------- | ------- | ------- | ------- | ------- | ------- | ------- | ------- |
| 28 سبتمبر | 17:00   | نادي هيو بانك نينه بينه لكرة الطائرة النسائية [الإنجليزية] | 3–0     | مونوليث سكاي رايزرز [الإنجليزية] | 25–18   | 25–15   | 25–10   |         |         | 75–43   | تقرير   |

### مباراة تحديد المركز الثالث
| التاريخ   | التوقيت |                     | النتيجة |                                        | الشوط 1 | الشوط 2 | الشوط 3 | الشوط 4 | الشوط 5 | المجموع | التقرير |
| --------- | ------- | ------------------- | ------- | -------------------------------------- | ------- | ------- | ------- | ------- | ------- | ------- | ------- |
| 29 سبتمبر | 14:00   | كوينيش [الإنجليزية] | 0–3     | نخون راتشاسيما كيو مين سي [الإنجليزية] | 22–25   | 18–25   | 21–25   |         |         | 61–75   | تقرير   |

### النهائي
| التاريخ   | التوقيت |                                   | النتيجة |                              | الشوط 1 | الشوط 2 | الشوط 3 | الشوط 4 | الشوط 5 | المجموع | التقرير |
| --------- | ------- | --------------------------------- | ------- | ---------------------------- | ------- | ------- | ------- | ------- | ------- | ------- | ------- |
| 29 سبتمبر | 17:00   | إل بي بانك نينه بينه [الإنجليزية] | 0–3     | NEC Red Rockets [الإنجليزية] | 16–25   | 15–25   | 17–25   |         |         | 48–75   | تقرير   |

## الترتيب النهائي
| الترتيب | الفريق                                                     |
| ------- | ---------------------------------------------------------- |
| الأول   | إي.إن.سي رد روكيتس [الإنجليزية]                            |
| الثاني  | إل بي بانك نينه بينه [الإنجليزية]                          |
| الثالث  | نخون راتشاسيما كيو مين سي [الإنجليزية]                     |
| 4       | كوينيش [الإنجليزية]                                        |
| 5       | نادي هيو بانك نينه بينه لكرة الطائرة النسائية [الإنجليزية] |
| 6       | مونوليث سكاي رايزرز [الإنجليزية]                           |
| 7       | سايبا طهران [الإنجليزية]                                   |
| 8       | كواي تسينغ فريق الكرة الطائرة النسائي [الإنجليزية]         |

|  | مؤهل لبطولة العالم للأندية لكرة الطائرة للسيدات 2024 ‏ |

| 2024 بطل أندية الكرة الطائرة للسيدات الآسيوي |
| -------------------------------------------- |
| إي.إن.سي رد روكيتس [الإنجليزية] ثاني لقب     |

| قائمة الفريق (14 لاعبة) |
| هاريو شيمامورا [الإنجليزية], شيوري تسوكادا [الإنجليزية], آي هيروتا [الإنجليزية], يوكا ساوادا [الإنجليزية] (قائد (ألعاب رياضية)), مويكا كينو [الإنجليزية], كاسومي نوجيما [الإنجليزية], ريكو فوجي [الإنجليزية], تسوكاسا ناكاكاوا [الإنجليزية], ميساكي ياماووشي [الإنجليزية], يوكيكو وادا [الإنجليزية], لورينا ماريس [الإنجليزية], ساياكا دايكوزونو [الإنجليزية], يوشينو ساتو [الإنجليزية], هاروكو ساساكي [الإنجليزية] |
| المدرب الرئيسي |
| كانكو تاكايوكي [الإنجليزية] |

## الجوائز
| - أفضل لاعبة يوشينو ساتو [الإنجليزية] (اليابان) (إي.إن.سي رد روكيتس [الإنجليزية]) - أفضل مُعدة شيوري تسوكادا [الإنجليزية] (اليابان) (إي.إن.سي رد روكيتس [الإنجليزية]) - أفضل لاعبات الأطراف أونما سيتيراكو [الإنجليزية] (تايلاند) (نخون راتشاسيما كيو مين سي [الإنجليزية]) واريسارا سيتالود [الإنجليزية] (تايلاند) (إل بي بانك نينه بينه [الإنجليزية]) | - أفضل مُصدّات الوسط هاريو شيمامورا [الإنجليزية] (اليابان) (إي.إن.سي رد روكيتس [الإنجليزية]) ماركينزي بينوا [الإنجليزية] (الولايات المتحدة) (نخون راتشاسيما كيو مين سي [الإنجليزية]) - أفضل ضاربة عكسية نجوين ثي بيتش توين [الإنجليزية] (فيتنام) (إل بي بانك نينه بينه [الإنجليزية]) - أفضل لاعبة حرة ساياكا دايكوزونو [الإنجليزية] (اليابان) (إي.إن.سي رد روكيتس [الإنجليزية]) |

## إحصائيات القادة
| الترتيب | اللاعب                          | النقاط |
| ------- | ------------------------------- | ------ |
| 1       | نجوين ثي بيتش توين [الإنجليزية] | 151    |
| 2       | يوشينو ساتو [الإنجليزية]        | 100    |
| 3       | سانا أناركولوفا [الإنجليزية]    | 97     |
| 4       | أونما سيتيراكو [الإنجليزية]     | 96     |
| 5       | سولومون أليسا جاي [الإنجليزية]  | 95     |

| الترتيب | اللاعب                          | الإرساليات | نسبة النجاح |
| ------- | ------------------------------- | ---------- | ----------- |
| 1       | نجوين ثي بيتش توين [الإنجليزية] | 137        | 46.60%      |
| 2       | أونما سيتيراكو [الإنجليزية]     | 92         | 42.99%      |
| 3       | سولومون أليسا جاي [الإنجليزية]  | 83         | 41.71%      |
| 4       | سانا أناركولوفا [الإنجليزية]    | 80         | 43.48%      |
| 5       | يوشينو ساتو [الإنجليزية]        | 78         | 44.57%      |

| الترتيب | اللاعب                       | البلوكات | متوسط البلوك في كل مجموعة |
| ------- | ---------------------------- | -------- | ------------------------- |
| 1       | ماركينزي بينوا [الإنجليزية]  | 24       | 0.96                      |
| 2       | مويكا كينو [الإنجليزية]      | 14       | 0.67                      |
| 3       | كاتارينا بيلبيك [الإنجليزية] | 14       | 0.56                      |
| 4       | هاريو شيمامورا [الإنجليزية]  | 13       | 0.62                      |
| 5       | سانا أناركولوفا [الإنجليزية] | 13       | 0.59                      |

| الترتيب | اللاعب                          | الأسياس | متوسط الأسياس لكل مجموعة |
| ------- | ------------------------------- | ------- | ------------------------ |
| 1       | يوشينو ساتو [الإنجليزية]        | 11      | 0.52                     |
| 2       | نجوين ثي بيتش توين [الإنجليزية] | 6       | 0.3                      |
| 3       | مويكا كينو [الإنجليزية]         | 6       | 0.29                     |
| 4       | لي ثانه ثوي [الإنجليزية]        | 5       | 0.25                     |
| 5       | تشامانيان نيدا [الإنجليزية]     | 5       | 0.23                     |

## روابط خارجية
- الموقع الرسمي